# Die Farm (Roman)
Die Farm (engl. A Painted House) ist ein Roman von John Grisham. Er beschreibt einige dramatische Monate im Leben von Luke, einem 7-jährigen Jungen einer Baumwollfarmersfamilie. 

## Inhalt
Der Roman spielt sich in Arkansas zur Zeit des Korea-Krieges ab. Die Geschichte setzt ein mit der Fahrt in den nahegelegenen Marktflecken, wo Wanderarbeiter für die anstehende Baumwollernte angeworben werden sollen. Diese kommen aus den Ozarks („Hillbillies“, Hinterwäldler), oder neuerdings aus Mexiko.
Es werden schließlich eine Gruppe von zehn Mexikanern und eine Familie aus den Ozark-Bergen angeworben. Waren die Wanderarbeiter früher durchweg eher unterwürfig, so macht sich nun Hank, der bärenstarke Sohn der Ozark-Familie Spruill, über die verarmten Baumwollfarmer lustig und brüstet sich damit, dass ihr eigenes Haus angestrichen sei (der englische Originaltitel lautet A Painted House), während die Farmer hinter rohen Bretterwänden wohnen. Im Laufe der Geschichte erschlägt Hank einen der Gebrüder Sisco, einer asozialen Familie aus der Umgebung. Luke wird Zeuge dieser Begebenheit sowie der Geburt eines unehelichen Kindes, dessen Mutter aus einer armen Pächterfamilie ohne eigenes Land kommt. Pikanterweise soll Lukes 19-jähriger Onkel der Vater sein. Dieser ist jedoch im Korea-Krieg, was natürlich, neben der schlechten Wirtschaftslage, zur Beunruhigung der Familie beiträgt.
Nach einem Streit zwischen Hank und einem Mexikaner wird Hank von diesem erstochen. Wiederum ist Luke, der diesmal der Spruill-Tochter Tally nachspioniert, Zeuge der Tat. Weitere dunkle Wolken brauen sich über der Familie zusammen, als die Baumwollernte nach Gewittergüssen und Überschwemmungen beendet werden muss. Trotz aller Sorgen und dunkler Geheimnisse, die er nicht weitererzählen darf oder will, gelingt es Luke, das Haus weiß anzustreichen, nachdem der behinderte Sohn der Spruills, Trot, der nicht an der Baumwollernte teilnehmen kann, heimlich damit angefangen hatte. Schließlich beschließen Lukes Eltern, zusammen mit ihm die Farm zu verlassen, um in der Industrie im Norden der USA Arbeit zu finden.

## Autobiografische Züge
Dieser Roman trägt deutlich autobiografische Züge: Grisham stammt aus bescheidenen Verhältnissen, geboren in Jonesboro, Arkansas (der Gegend, in der die Geschichte spielt) und träumte davon, Baseballprofi zu werden. Wie Luke und seine Familie gehört Grisham der Baptistenkirche an. Wie in den anderen Romanen von Grisham beschreibt er die Situation der kleinen Leute in den Vereinigten Staaten und deren Kampf um ein bescheidenes Lebensglück. Diesmal allerdings ist die Hauptfigur kein Anwalt.